# Distrikt Totora
Der Distrikt Totora liegt in der Provinz Rodríguez de Mendoza in der Region Amazonas in Nord-Peru. Der Distrikt wurde am 5. Februar 1875 gegründet. Er besitzt eine Fläche von 19,4 km². Beim Zensus 2017 wurden 295 Einwohner gezählt. Im Jahr 1993 lag die Einwohnerzahl bei 542, im Jahr 2007 bei 490. Sitz der Distriktverwaltung ist die 1659 m hoch gelegene Ortschaft Totora. Totora befindet sich 10,5 km südlich der Provinzhauptstadt Mendoza.

## Geographische Lage
Der Distrikt Totora befindet sich in der peruanischen Zentralkordillere südwestzentral in der Provinz Rodríguez de Mendoza. Der Río Shocol begrenzt das Areal im Süden.
Der Distrikt Totora grenzt im Westen an den Distrikt Limabamba, im Nordwesten an den Distrikt Huambo, im Nordosten an den Distrikt Santa Rosa, im Osten an den Distrikt Milpuc sowie im Süden an den Distrikt Chirimoto.